# Svatba na bitevním poli
Svatba na bitevním poli je český film režiséra Dušana Kleina, natočený podle scénáře Evy Papouškové v produkci společností Bio Illusion. "Komedie o chlapech s hlavou v oblacích, hříšných touhách lásky a jedné svatbě, která skončila málem jako bitva u Waterloo." 

## Děj
Přéběh nás zavede do malého moravského městečka Zvěstov, kde místní mužské osazenstvo žije starými historickými bitvami. Zastávají roli francouzské armády v čele se svým starostou (Bolek Polívka), který představuje roli Napoleona. Při příležitosti odhalení nové kašny v sousedním městě Podolí měli předvést bitvu přímo před televizí a novináři, ale zdejší starosta Balabán (Marek Vašut) obsadil do role Napoleona skutečného herce. Starosta Touchyn se proto rozhodne akci ignorovat a přesvědčí i své spoluobčany, aby také na odhalení nepřišli.

V tu dobu se do města vrací Tomáš, syn (Miroslav Šimůnek) místního kronikáře Doubravy (Josef Somr), který přišel oznámit, že se chystá ženit s francouzskou Claire (Jana Doleželová). Z malé utajené svatby se najednou stává mezinárodní událost za účasti francouzského vojska. 

## Tvůrci
- Scénář: Eva Papoušková
- Hudba: Karel Holas a Čechomor
- Kamera: Peter Beňa
- Režie: Dušan Klein
- Další údaje: barevný, 96 min., komedie

## Obsazení
| Bolek Polívka    | starosta Touchyn  |
| Zlata Adamovská  | Touchynová        |
| Josef Somr       | Antonín Doubrava  |
| Miroslav Šimůnek | Tomáš Doubrava    |
| Jana Doleželová  | Claire            |
| Otmar Brancuzský | König             |
| Roman Vojtek     | otec Prokop       |
| Jitka Čvančarová | hospodská Jarunka |
| Marek Vašut      | starosta Balabán  |
| Jan Budař        | Skokan            |
| Monika Hilmerová | Kateřina          |
| Václav Sloup     | Šorec             |
| Jiří Pecha       | Mrchožrout        |
| Tereza Voříšková | dcera Žofie       |

## Zajímavosti[3]
- Scénář napsala Eva Papoušková v roce 1995 v devatenácti letech
- První klapka padla v pátek 27.7. 2007, 17.00 hodin
- Poslední klapka padla ve Starovicích v pátek 25.8.2007, 17.00 hodin
- Celkově se natáčelo 22 dní
- V průměru se denně vytočilo 760 m filmového materiálu (na 160 „dobrých“) a natočilo 45 záběrů
- Při jedné scéně bylo na šlapanickém náměstí rekordních 200 komparzistů a 80 herců a členů štábu
- Vesnice Starovice poskytla filmařům 90% exteriérů i interiérů
- Denně sledovaly natáčení desítky obyvatel Starovic, kteří vytvořili příjemnou atmosféru filmařům, někteří s nich si dokonce zahráli v komparsu
- Ve scénách hospodské rvačky se před kamerou najednou pralo 80–120 herců, komparsistů a kaskadérů.
- Film se točil v srpnu 2007 na Jižní Moravě v lokalitách Starovice, Hustopeče, Krumvíř, Šlapanice, Nosislav, v okolí Slavkova a na Mohyle míru. [4]